# Обабица
Оба́бица (бел. Аба́біца) — река в Браславском районе Витебской области. Левый приток реки Друйка (приток Западной Двины). Длина реки составляет 4 км.
Берёт начало из озера Обабье, вблизи одноимённого поселения на высоте 131,1 метра над уровнем моря. Русло на всём протяжении канализировано. На центральном участке реки ширина русла достигает 5 метров, глубина — 1 метра; грунт дна вязкий. Устье по левому берегу Друйки около деревни Верковщина. Берега на всём протяжении заболочены.
Несмотря на малую длину, Обабица имеет относительно большой водосборный бассейн: в него входит множество озёр: Дуброк, Медведно, Дубро, Берца, Борвинок, Шиловка.
Справа принимает сопоставимый по длине безымянный приток.